# Brachynomada nimia
Brachynomada nimia là một loài Hymenoptera trong họ Apidae. Loài này được Snelling & Rozen mô tả khoa học năm 1987.